# Остерман, Натан Абрамович
Ната́н Абра́мович Остерма́н (25 апреля 1916, Харьков, Российская империя — 9 ноября 1969, Москва, СССР) — советский архитектор и градостроитель. Кандидат архитектуры.

## Биография
Натан Абрамович Остерман родился 25 апреля 1916 года в Харькове в еврейской семье. С 1931 года работал на стройках в Москве.
Окончив МАРХИ в 1940 году, поступил в аспирантуру Академии архитектуры СССР. Студентом работал в Институте жилища, с 1941 — сотрудник института. Совмещал проектную деятельность в институте с научной работой в аспирантуре. В 1942 году вступил в Союз архитекторов СССР. В 1946 году окончил аспирантуру, получив степень кандидата архитектуры. В 1947 году вступил в КПСС. В 1951 году окончил Университет марксизма-ленинизма.
С 1954 года руководил мастерской Специального архитектурно-конструкторского бюро (впоследствии Московский НИИ типового и экспериментального проектирования). В последние годы занимал должность начальника отдела перспективных проблем жилищно-гражданского строительства МНИИТЭП.
Один из ведущих специалистов по проектированию жилых домов для индустриального домостроения, в том числе панельного. Автор проектов экономичных жилых квартир для посемейного заселения.
Под руководством Н. А. Остермана велась работа в области крупных блоков, на основе которой были созданы первые типовые проекты серий II-04 и II-05 для Москвы. В 1956 году он возглавил работы по проектированию домов с квартирами для односемейного заселения. Был сооружён экспериментальный квартал № 9 в Новых Черёмушках. В дальнейшем были созданы проекты крупнопанельных домов серий I-510 и II-32, дома из объёмных элементов, каркасно-панельные здания. С 1963 года застраивался экспериментальный квартал № 10 в Новых Черёмушках.
Разрабатывал проекты домов с развитым обслуживанием. Первый из такого типа домов был построен в Новых Черёмушках. Принимал участие в проектировании жилого дома с обслуживанием Министерства геологии СССР, а также комплекса для ЭЖР Тропарёво на 5000 жителей.
Автор множества публикаций в периодической печати. Выступал с лекциями на радио и телевидении.
С 1954 года преподавал в МАРХИ.
Жил в Москве по адресу: проспект Вернадского, 9/10. Умер 9 ноября 1969 года.

## Избранные проекты и постройки
В Москве:
- Один из первых крупнопанельных бескаркасных жилых домов на Октябрьском поле, ул. Маршала Бирюзова, дом 7 (1951—1956, в составе коллектива)[6],
- Экспериментальные жилые кварталы Новых Черёмушек № 9 (1956—1957, руководитель коллектива) и № 10, с комплексом домов гостиничного типа (1962—1965, совместно с Г. П. Павловым, Г. Н. Бочаровым, Я. Е. Дихтером и др.), в Новых Черемушках,
- Экспериментальный дом-комплекс в Новых Черемушках, так называемый «Дом нового быта» (1969, руководитель коллектива).